# Debit masic
Debitul masic este masa de substanță dintr-un fluid care trece printr-o suprafață dată în unitatea de timp. Unitatea ei de măsură este masa împărțită la timp, exprimată prin kilogram per secundă în unități SI. Este de obicei notat prin simbolul punct deasupra literei m.
Debitul de masă poate fi calculat din densitatea substanței, aria transversală prin care substanța curge, și viteza acesteia în secțiunea de curgere.
{\displaystyle {\dot {m}}=\rho \,v\,A}
unde:
{\displaystyle {\dot {m}}}
este debitul masic
ρ este densitatea
v este viteza
A este suprafața fluxului
Aceasta este echivalent cu debitul volumetric ori densitatea.
{\displaystyle {\dot {m}}=\rho {\dot {V}}\,}
unde:
ρ este densitatea,
V este debitul volumetric